# Auchenipterichthys punctatus
Auchenipterichthys punctatus är en fiskart som först beskrevs av Valenciennes, 1840.  Auchenipterichthys punctatus ingår i släktet Auchenipterichthys och familjen Auchenipteridae. Inga underarter finns listade.